# ASF1A
ASF1A‏ (Anti-silencing function 1A histone chaperone) هوَ بروتين يُشَفر بواسطة جين ASF1A في الإنسان.